# Antidesma subolivaceum
Antidesma subolivaceum là một loàithực vật thuộc họ Euphorbiaceae. Đây là loài đặc hữu của Philippines.